# Nördliche Mondmuschel
Die Nördliche Mondmuschel (Lucinoma borealis) ist eine Muschelart aus der Familie der Mondmuscheln (Lucinidae) in der Ordnung der Lucinida. Sie kommt auch in der Nordsee vor.

## Merkmale
Das gleichklappige, aufgeblähte Gehäuse ist im Umriss rundlich und misst im Durchmesser etwa 4 cm. Es ist geringfügig breiter als hoch; das Längen- zu Höhen-Verhältnis beträgt etwa 1,1. Es ist nur leicht ungleichseitig, die vergleichsweise kleinen Wirbel sind nach vorne gewölbt (prosogyr) und befinden sich vor der Mittellinie des Gehäuses. Der hintere Dorsalrand ist schwach konvex gekrümmt und geht in einen etwas abgestutzten Hinterrand über. Vom Wirbel zieht sich ein Sulcus zum hinteren Ende des Ventralrandes. Der tiefer ansetzende, vordere Dorsalrand ist konkav gekrümmt und geht winklig in den Vorderrand über. Der Ventralrand ist tief gerundet.
Die Lunula ist kurz, flach und sehr schlank. Das bräunliche Ligament ist ein langes Band aus dem hinteren Dorsalrand, das bis fast zum Hinterrand des Gehäuses reicht. Das Schloss weist in beiden Klappen je zwei Kardinalzähne auf; der vordere Kardinalzahn der linken Klappe und der hintere Kardinalzahn der rechten Klappe ist gespalten und zweispitzig. Die Lateralzähne, je ein vorderer und ein hinterer in jeder Klappe, sind stark reduziert. Der vordere Schließmuskel ist stark verlängert und verläuft parallel zur Mantellinie; der hintere Schließmuskel ist deutlich kürzer. Der Mantelrand ist integripalliat (ohne Mantelbucht).
Die weißliche Schale ist dickwandig und fest. Die Oberfläche ist mit feinen, scharfen, konzentrischen Rippen in etwas unregelmäßigen Abständen versehen. Das Periostracum ist ein dünner, häutiger, brauner Überzug. Der innere Gehäuserand ist glatt.

## Geographische Verbreitung, Lebensraum und Lebensweise
Lucinoma borealis kommt im Atlantik von Norwegen bis auf die Höhe von Marokko vor. Sie dringt auch in die Nordsee und das Mittelmeer vor und ist auch um die Kapverdischen Inseln und den Azoren verbreitet. 
Sie lebt in ihrem Verbreitungsgebiet auf siltig-sandigen Böden vom Flachwasser bis in 1500 m Tiefe. Die Art kommt bereits seit dem Pliozän vor.
Lucinoma borealis lebt eingegraben im Boden. Wird sie freigelegt, kann sie sich sehr schnell wieder eingraben. Sie baut vor dem Vorderende des Gehäuses mit Hilfe des Fußes eine Röhre, die mit Schleim ausgekleidet und dadurch stabilisiert wird. Durch diese Röhre wird sauerstoffreiches Wasser zum Tier geleitet; und hinten wieder ausgeleitet. Die Kiemen sind recht groß und enthalten besondere Zellen, in denen sulphidoxidierende Bakterien (Gammaproteobacteria) gezüchtet werden, von denen sie sich hauptsächlich ernährt. Dadurch ist der Magen stark vereinfacht.

## Taxonomie
Das Taxon wurde von Carl von Linné 1767 als Venus borealis erstmals beschrieben. Die Art wird heute allgemein akzeptiert zur Gattung Lucinoma Dall, 1901 gestellt.

## Belege

### Online
- Marine Bivalve Shells of the British Isles: Lucinoma borealis (Linnaeus, 1767) (Website des National Museum Wales, Department of Natural Sciences, Cardiff)
- Marine Species Identification Portal: Lucinoma borealis (Linnaeus, 1767)